# Zingiber fragile
Zingiber fragile är en enhjärtbladig växtart som beskrevs av Shao Quan Tong. Zingiber fragile ingår i släktet Zingiber och familjen Zingiberaceae. Inga underarter finns listade i Catalogue of Life.